# Howard Hawks
Howard Hawks, nato Howard Winchester Hawks (Goshen, 30 maggio 1896 – Palm Springs, 26 dicembre 1977), è stato un regista, produttore cinematografico e sceneggiatore statunitense, tra i più eclettici ed apprezzati dalla critica dell'era classica di Hollywood.

## Biografia
Nato in una famiglia benestante del Wisconsin, trasferitasi temporaneamente nell'Indiana, Howard Hawks ebbe un'infanzia e un'adolescenza agiate e sviluppò un certo spirito d'avventura che lo portò a dedicarsi con passione all'automobilismo, all'aeronautica e alla caccia. Dopo essersi laureato in ingegneria meccanica alla Cornell University, si spostò a Los Angeles, dove un amico lo introdusse nel cinema, facendolo assumere come trovarobe dalla "Famous Players-Lasky". Qui divenne amico del divo Douglas Fairbanks Sr., con cui condivideva la passione per il tennis.

### Carriera
Nel 1917, Hawks si trovava sul set del film The Little Princess, in cui recitava Mary Pickford, moglie di Fairbanks. In un momento di indisposizione del regista Marshall Neilan, su consiglio del marito la Pickford chiede ad Hawks di dirigere la scena finale. Dopo una prima titubanza egli accettò.
Dopo aver prestato servizio durante la prima guerra mondiale, nel 1922 Howard Hawks fu scritturato dalla Paramount come sceneggiatore, per tornare di nuovo, e ufficialmente stavolta, dietro la macchina da presa, quando la Fox lo ingaggiò per dirigere il film Bolidi in corsa (1926). Il suo primo successo fu Capitan Barbablù (1928) in cui diresse la star del muto Louise Brooks.

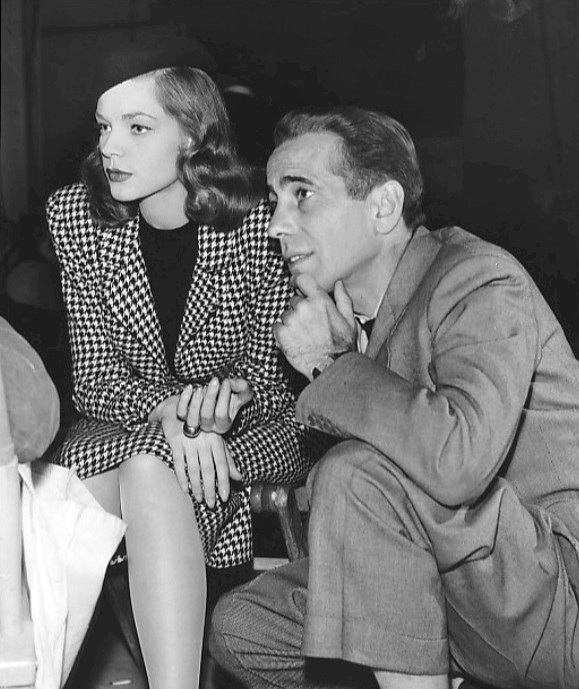
L. Bacall e H. Bogart sul set de Il grande sonno

Dopo aver diretto otto pellicole mute, ebbe la prima grande opportunità della sua carriera quando il produttore e milionario Howard Hughes gli affidò la regia del film Scarface - Lo sfregiato (1932). Il film, girato nel 1930, metteva in scena la storia del perfido gangster Tony Camonte (interpretato da Paul Muni), ma per una serie di vicissitudini censorie poté essere proiettato nelle sale solo nel 1932. Nel 1934 diresse la commedia Ventesimo secolo, con John Barrymore e Carole Lombard, in cui ironizza sul mondo dello spettacolo e sull'eterna schermaglia tra i due sessi, argomento quest'ultimo che ricorrerà spesso nelle commedie di Hawks, soprattutto Susanna! (1938), con Katharine Hepburn e Cary Grant, caratterizzato da un ritmo e una verve strepitosi, La signora del venerdì (1940) e Colpo di fulmine (1941).
Anche se per molto tempo la sua fama è rimasta legata al solo Scarface, Hawks ha firmato numerosi film che sono rimasti nella storia del cinema, dirigendo attori come John Wayne in Il fiume rosso (1948), Un dollaro d'onore (1959), Hatari! (1962), El Dorado (1966) e Rio Lobo (1970), Marilyn Monroe in Il magnifico scherzo (1952) e Gli uomini preferiscono le bionde, (1953) e la coppia Humphrey Bogart-Lauren Bacall in Acque del sud (1944) e Il grande sonno (1946).
Dopo essersi ritirato a vita privata (l'ultimo film è datato 1970), Hawks morì in seguito alle ferite riportate dopo una banale caduta in casa, all'età di ottantun anni. Durante la commemorazione funebre John Wayne lesse la nota poesia "Immortalità" citandola da "una fonte non specificata".
Pochi anni prima il mondo del cinema gli aveva tributato il massimo riconoscimento, un Oscar alla carriera, nella cerimonia del 1975.
Il suo stile incisivo ed ironico non si fermava al genere brillante, ma esplorava i generi più disparati, dal noir al film di guerra, dal western al film giudiziario. Questa inusuale capacità di muoversi con disinvoltura nei diversi stili e linguaggi cinematografici lo privò per lungo tempo dell'identità di "autore" e lo relegò nella schiera degli onesti professionisti di Hollywood. Solo verso l'inizio degli anni sessanta i critici francesi dei Cahiers du cinéma riscoprirono il talento del regista, definirono la sua tecnica «invisibile» e la sua cinepresa «a livello dello sguardo», proprio per la sua capacità di non far avvertire la presenza della mano di un autore, e identificarono alcuni suoi temi e motivi caratteristici: la lotta fra i sessi, la determinazione, la velocità d'azione, il cameratismo, la collocazione dell'eroe sempre in situazioni di pericolo o in situazioni-limite..
A lui è dedicato il film Scarface con Al Pacino.

## Filmografia

### Film muti
- Bolidi in corsa (The Road to Glory) (andato perduto) (1926)
- Le disgrazie di Adamo (Fig Leaves) (1926)
- Amanti per burla (The Cradle Snatchers) (1927)
- Passione di principe (Paid to Love) (1927)
- Oasi dell'amore (Fazil)[3] (1928)
- Capitan Barbablù (A Girl in Every Port) (1928)
- La via delle stelle (The Air Circus)[4] (1928)
- L'affare Manderson (Trent's Last Case) (1929)

### Film sonori
- La squadriglia dell'aurora (The Dawn Patrol) (1930)
- Codice penale (The Criminal Code) (1931)
- L'urlo della folla (The Crowd Roars) (1932)
- Scarface - Lo sfregiato (Scarface, Shame of the Nation)[5] (1932)
- Le tigri del Pacifico (Tiger Shark) (1932)
- Rivalità eroica (Today We Live) (1933)
- L'idolo delle donne (The Prizefighter and the Lady), regia di W. S. Van Dyke e di (non accreditato) Howard Hawks (1933)
- Viva Villa! - coregia di Jack Conway[6](1934)
- Ventesimo secolo (Twentieth Century) (1934)
- La costa dei barbari (Barbary Coast) (1935)
- Brume (Ceiling Zero) (1936)
- Le vie della gloria (The Road to Glory) (1936)
- Ambizione (Come and Get It) - coregia di William Wyler (che girò una decina di minuti alla fine del film) (1936)
- Susanna! (Bringing Up Baby) (1938)
- Avventurieri dell'aria (Only Angels Have Wings) (1939)
- La signora del venerdì (His Girl Friday) (1940)
- Il mio corpo ti scalderà (The Outlaw)[7] (1941)
- Il sergente York (Sergeant York) (1941)
- Colpo di fulmine (Ball of Fire) (1941)
- Arcipelago in fiamme (Air Force) (1943)
- Acque del sud (To Have and to Have Not) (1944)
- Il grande sonno (The Big Sleep) (1946)
- Il fiume rosso (Red River) (1948)
- Venere e il professore (A Song Is Born) (1948)
- Ero uno sposo di guerra (I Was a Male War Bride) (1949)
- La cosa da un altro mondo (The Thing From Another World), regia di Christian Nyby (1951)[8]
- Il grande cielo (The Big Sky) (1952)
- La giostra umana (O'Henry's Full House) - film a episodi di autori vari, con l'episodio di Hawks tagliato in molte copie distribuite (1952)
- Il magnifico scherzo (Monkey Business) (1952)
- Gli uomini preferiscono le bionde (Gentlemen Prefer Blondes) (1953)
- La regina delle piramidi (Land of the Pharaohs) (1955)
- Un dollaro d'onore (Rio Bravo) (1959)
- Hatari! (1962)
- Lo sport preferito dall'uomo (Man's Favorite Sport) (1964)
- Linea rossa 7000 (Red Line 7000) (1965)
- El Dorado (El Dorado) (1966)
- Rio Lobo (1970)

### Sceneggiature e altri contributi
- Come divenni deputato (In Again, Out Again), regia di John Emerson - aiuto regia (1917)
- The Little Princess, regia di Marshall Neilan - aiuto regia (1917)
- The Little Princess, regia di Marshall Neilan - Howard Hawks gira alcune scene (1917)
- Go and Get It, regia di Marshall Neilan e Henry Roberts Symonds - aiuto regista (1920)
- Quicksands (traduzione letterale "Sabbie mobili") di Jack Conway - Howard Hawks si occupa della sceneggiatura e della produzione (1923)
- Tiger Love (traduzione letterale "Amore di tigre"), regia di George Melford - Howard Hawks si occupa della sceneggiatura (1924)
- Open All Night di Paul Bern (1924) - Hawks è il direttore di produzione
- Ai confini della civiltà (North of 36), regia di Irvin Willat - direttore di produzione (1924)
- La strega di York (The Road to Yesterday), regia di Cecil B. DeMille - titoli (1925)
- Adventure, regia di Victor Fleming - direttore di produzione (1925)
- La regina della moda (The Dressmaker from Paris), regia di Paul Bern - storia (1925)
- La collana di Penelope (Honesty - The Best Policy), regia di Chester Bennett e Albert Ray Howard Hawks dà il soggetto (1926)
- Le disgrazie di Adamo (Fig Leaves), regia di Howard Hawks - soggetto (1926)
- Il castigo o Le notti di Chicago (Underworld), regia di Josef von Sternberg - Howard Hawks collabora al soggetto e al casting (1927)
- Lo schiaffo (Red Dust), regia di Victor Fleming - Howard Hawks collabora alla sceneggiatura (1932)
- L'idolo delle donne (The Prizefighter and the Lady) di W.S. Van Dyke II - Howard Hawks inizia le riprese ma abbandona subito il set (1933)
- L'ebbrezza dell'oro (Sutter's Gold), regia di James Cruze - Howard Hawks prepara la sceneggiatura (1936)
- Capitani coraggiosi (Captains Courageous), regia di Victor Fleming - Howard Hawks collabora alla sceneggiatura (1937)
- Arditi dell'aria (Test Pilot), regia di Victor Fleming - Howard Hawks collabora alla sceneggiatura (1938)
- Via col vento (Gone with the Wind), regia di Victor Fleming - Howard Hawks partecipa alla sceneggiatura (1939)
- Gunga Din, regia di George Stevens - Howard Hawks collabora alla sceneggiatura (1939)
- Corvetta K-225 (Corvette K-225), regia di Richard Rosson Howard Hawks come supervisore alla regia e alla sceneggiatura (non accreditato) e produttore (1943)

## Riconoscimenti

### Premio Oscar
- 1942 – Candidatura miglior regista per Il sergente York
- 1975 – Oscar alla carriera